# Fadermördare

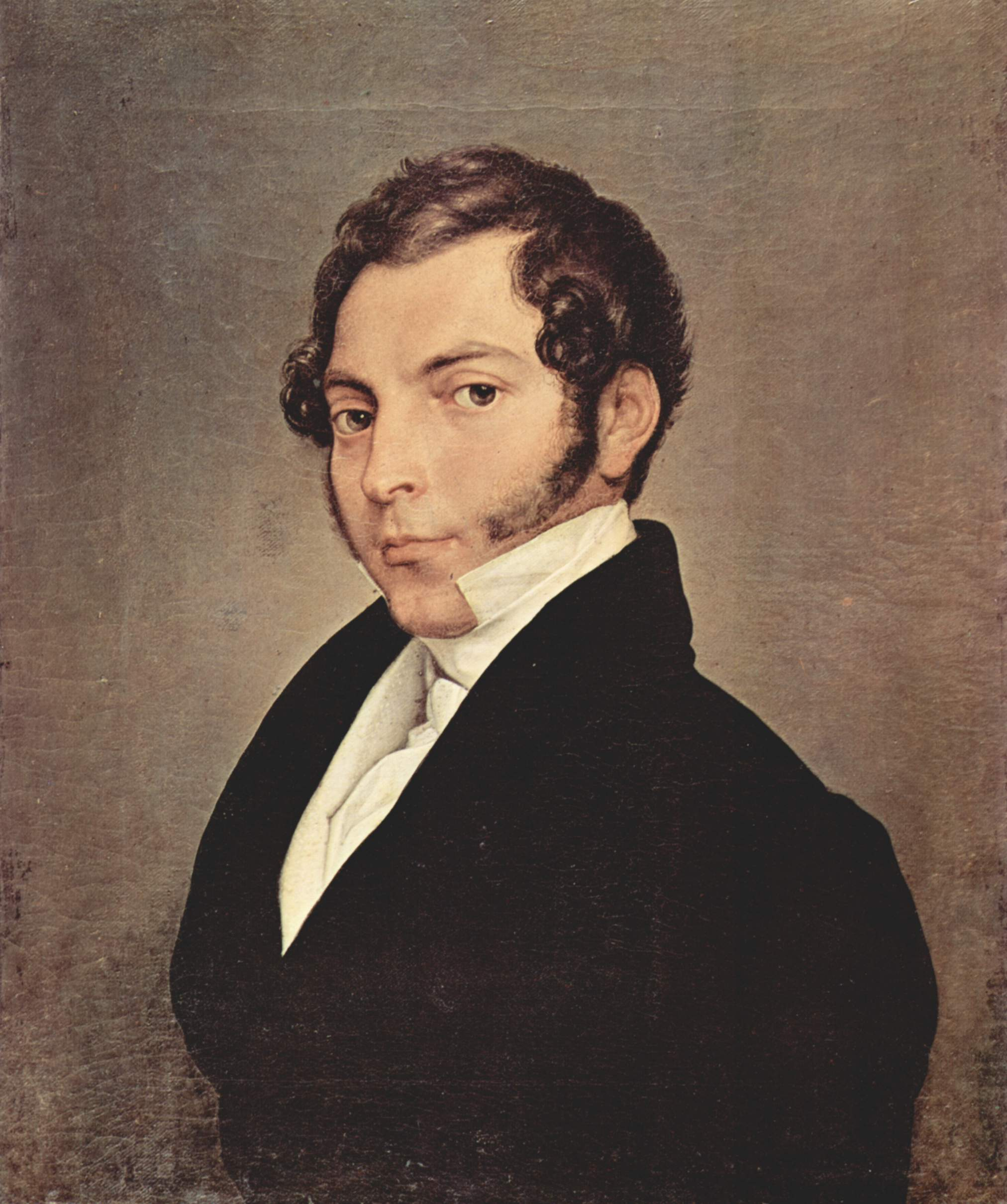
Man iklädd fadermördare och spännhalsduk.

Fadermördare (från tyskan Vatermörder) är en skämtsam beteckning på en hög styv krage på en herrskjorta. Kragsnibbarna på fadermördarna stod rakt ut.
Kragen uppkom under direktoiren i slutet av 1700-talet och bars tillsammans med spännhalsduk. Den var vanlig fram till mitten av 1800-talet och i Sverige till omkring 1870.
En förklaring till namnet är att plagget på franska kallades parasite, vilket kan ha missförståtts som, eller skämtsamt förvrängts till, parricide, vilket betyder som dödat nära släktingar.
En annan förklaring är att det är ett skämtsam anspelning på de faror man utsattes för vid närkontakt av någon med dessa spetsiga kragar. På engelska användes benämningen Lady-killer.